# Divizia Națională 2015-2016
La Divizia Națională 2015-2016 è stata la 25ª edizione della massima serie del campionato di calcio moldavo. La stagione è iniziata il 25 luglio 2015 e si è conclusa il 29 maggio 2016. Lo Sheriff Tiraspol ha vinto il campionato dopo aver vinto lo spareggio contro il Dacia Chișinău, avendo terminato il campionato a pari punti.

## Stagione

### Novità
Al termine della stagione 2014-2015 l'Olimpia Bălți è stato retrocesso in Divizia A. Il Costuleni e il Veris Chișinău si sono ritirati a campionato in corso, mentre il Tiraspol si è ritirato al termine del campionato. Dalla Divizia A 2014-2015 sono stati promossi in Divizia Națională il Petrocub Hîncești, secondo classificato, e lo Speranța Nisporeni, terzo classificato.

### Formato
Le 10 squadre si affrontano in gironi di andata-ritorno-andata, per un totale di 27 giornate. La squadra campione di Moldavia si qualifica al secondo turno della UEFA Champions League 2016-2017, la seconda e la terza classificata si qualificano al primo turno della UEFA Europa League 2016-2017, mentre l'ultima classificata retrocede direttamente in Divizia A.

## Squadre partecipanti
| Club               | Città        | Stadio                      | Stagione 2014-2015            |
| ------------------ | ------------ | --------------------------- | ----------------------------- |
| Academia Chișinău  | Chișinău     | Stadio CPSN                 | 7º posto in Divizia Națională |
| Dacia Chișinău     | Chișinău     | Stadio Moldova              | 2º posto in Divizia Națională |
| Dinamo-Auto        | Tiraspol     | Dinamo-Auto Stadia          | 8º posto in Divizia Națională |
| Milsami Orhei      | Orhei        | Stadio CSR Orhei            | Campione di Moldavia          |
| Zarea Bălți        | Bălți        | Stadio Olimpia Bălți        | 9º posto in Divizia Națională |
| Petrocub Hîncești  | Hîncești     | Stadio Orăşenesc Hîncești   | 2º posto in Divizia A         |
| Saxan              | Ceadîr-Lunga | Stadio Zentral Ceadir-Lunga | 5º posto in Divizia Națională |
| Sheriff Tiraspol   | Tiraspol     | Sheriff Stadium             | 3º posto in Divizia Națională |
| Speranța Nisporeni | Nisporeni    | Stadio Orăşenesc Nisporeni  | 3º posto in Divizia A         |
| Zimbru Chișinău    | Chișinău     | Zimbru Stadium              | 6º posto in Divizia Națională |

## Classifica finale
|  | Pos. | Squadra            | Pt | G  | V  | N | P  | GF | GS | DR  |
|  | ---- | ------------------ | -- | -- | -- | - | -- | -- | -- | --- |
|  | 1.   | Sheriff Tiraspol   | 65 | 27 | 20 | 5 | 2  | 50 | 11 | +39 |
|  | 2.   | Dacia Chișinău     | 65 | 27 | 20 | 5 | 2  | 44 | 12 | +32 |
|  | 3.   | Zimbru Chișinău    | 49 | 27 | 15 | 4 | 8  | 42 | 26 | +16 |
|  | 4.   | Zarea Bălți        | 42 | 27 | 12 | 6 | 9  | 36 | 29 | +7  |
|  | 5.   | Dinamo-Auto        | 41 | 27 | 12 | 5 | 10 | 33 | 34 | -1  |
|  | 6.   | Milsami Orhei      | 36 | 27 | 10 | 6 | 11 | 33 | 23 | +10 |
|  | 7.   | Speranța Nisporeni | 31 | 27 | 8  | 7 | 12 | 24 | 36 | -12 |
|  | 8.   | Petrocub Hîncești  | 21 | 27 | 6  | 3 | 18 | 21 | 53 | -32 |
|  | 9.   | Academia Chișinău  | 21 | 27 | 5  | 6 | 16 | 18 | 42 | -24 |
|  | 10.  | Saxan              | 8  | 27 | 1  | 5 | 21 | 10 | 45 | -35 |

Legenda:
      Campione di Moldavia e ammessa alla UEFA Champions League 2016-2017
      Ammesse alla UEFA Europa League 2016-2017
Note:
Tre punti a vittoria, uno a pareggio, zero a sconfitta.

## Risultati

### Prima fase
|                         | Aca | Dac | DiA | Mil | Zar | Sax | She | Tir | Zim | Pet |
| ----------------------- | --- | --- | --- | --- | --- | --- | --- | --- | --- | --- |
| Academia UTM            | ––– | 0-2 | 1-3 | 0-2 | 0-2 | 1-1 | 0-3 | 2-3 | 1-5 | 0-0 |
| Dacia Chișinău          | 1-0 | ––– | 4-0 | 1-0 | 1-1 | 2-1 | 0-0 | 1-1 | 0-0 | 2-0 |
| Dinamo-Auto             | 1-0 | 0-2 | ––– | 1-2 | 0-0 | 0-0 | 0-0 | 3-1 | 0-4 | 2-0 |
| Milsami Orhei           | 0-0 | 0-1 | 0-0 | ––– | 3-0 | 4-1 | 0-1 | 5-0 | 0-2 | 2-2 |
| Zaria Bălți             | 0-1 | 0-2 | 3-1 | 0-0 | ––– | 2-1 | 1-1 | 0-0 | 0-1 | 5-1 |
| Saxan Gagauz Yeri       | 0-3 | 1-3 | 0-1 | 0-0 | 1-3 | ––– | 1-2 | 0-0 | 1-2 | 0-1 |
| Sheriff Tiraspol        | 3-1 | 0-0 | 1-1 | 3-0 | 1-0 | 2-0 | ––– | 2-1 | 4-1 | 4-0 |
| Speranța Nisporeni      | 2-0 | 0-1 | 3-2 | 1-0 | 0-2 | 0-0 | 1-0 | ––– | 0-0 | 1-1 |
| Zimbru Chișinău         | 0-0 | 3-0 | 1-2 | 2-1 | 3-0 | 4-0 | 1-2 | 0-1 | ––– | 3-0 |
| Petrocub Sărata-Galbenă | 0-0 | 1-2 | 2-1 | 1-0 | 0-2 | 1-0 | 0-3 | 0-4 | 1-2 | ––– |

### Seconda fase
|                         | Aca | Dac | DiA | Mil | Zar | Sax | She | Tir | Zim | Pet |
| ----------------------- | --- | --- | --- | --- | --- | --- | --- | --- | --- | --- |
| Academia UTM            | ––– | 0-3 |     | 1-0 | 0-2 |     |     |     | 0-0 |     |
| Dacia Chișinău          |     | ––– | 4-1 |     |     | 2-0 | 1-1 | 2-0 |     | 3-0 |
| Dinamo-Auto             | 3-1 |     | ––– | 1-0 |     |     | 0-1 | 2-1 |     |     |
| Milsami Orhei           |     | 2-0 |     | ––– | 1-1 |     |     |     | 4-1 | 2-1 |
| Zaria Bălți             |     | 0-1 | 0-2 |     | ––– | 2-0 |     |     | 4-2 | 4-2 |
| Saxan Gagauz Yeri       | 0-3 |     | 0-1 | 0-1 |     | ––– |     | 2-0 |     |     |
| Sheriff Tiraspol        | 2-0 |     |     | 2-0 | 3-0 | 2-0 | ––– |     | 2-0 |     |
| Speranța Nisporeni      | 0-0 |     |     | 0-4 | 1-2 |     | 1-4 | ––– |     |     |
| Zimbru Chișinău         |     | 0-2 | 2-1 |     |     | 1-0 |     | 1-0 | ––– | 1-0 |
| Petrocub Sărata-Galbenă | 4-2 |     | 1-4 |     |     | 2-0 | 0-1 | 0-2 |     | ––– |

## Spareggio scudetto (Meciul de aur)
|                  | Risultati |                | Luogo e data             |  |
| ---------------- | --------- | -------------- | ------------------------ |  |
| Sheriff Tiraspol | 1 - 0     | Dacia Chișinău | Chișinău, 29 maggio 2016 |  |

## Statistiche

### Classifica marcatori
| Gol |  |  | Giocatore         | Squadra          |
| --- |  |  | ----------------- | ---------------- |
| 12  |  |  | Danijel Subotić   | Sheriff Tiraspol |
| 11  |  |  | Andrei Bugneac    | Dinamo-Auto      |
| 10  |  |  | Gheorghe Boghiu   | Zarea Bălți      |
| 10  |  |  | Serhij Zahinajlov | Dacia Chișinău   |
| 9   |  |  | Rui Miguel        | Zimbru Chișinău  |

## Verdetti finali
- Sheriff Tiraspol (1º classificato) Campione di Moldavia e qualificato alla UEFA Champions League 2016-2017.
- Dacia Chișinău (2º classificato), Zimbru Chișinău (3º classificato) e Zaria Bălți (4º classificato) qualificati alla UEFA Europa League 2016-2017.
- Academia UTM (9º classificato) e Saxan Gagauz Yeri (10º classificato) retrocessi in Divizia A.